# Університет Париж I Пантеон-Сорбонна
Університет Париж I Пантеон-Сорбонна (фр. Université Paris 1 Panthéon - Sorbonne) — французький державний університет, що спеціалізується на таких дисциплінах, як економіка, менеджмент, мистецтво, соціальні науки та юриспруденція. Адміністративний центр розташований в латинському кварталі, має приблизно 20 філій по всьому Парижу. Один з 13 університетів, утворених після реорганізації Сорбонни.

## Історія
Після подій у травні 1968 року Паризький університет було реорганізовано. Так виникли 13 самостійних університетів із різними спеціалізаціями. Засновниками Університету Париж I вважають Франсуа Люшера (право), Анрі Бартолі (економіка) та Елен Алвайлер (гуманітарні науки), які в 1971 році об'єднали частину колишнього факультету права, факультет економіки і частину факультету літератури й гуманітарних наук.

## Структура
Університет складається з 14 факультетів та 8 інститутів й дослідницьких центрів, до нього належить і Дім економіки.
Факультети:
- Факультет економіки
- Факультет Менеджменту та економіки підприємств
- Факультет математики й інформатики
- Факультет історії мистецтв й археології
- Факультет мистецтва
- Факультет географії
- Факультет історії
- Факультет філософії
- Факультет загальних юридичних наук
- Факультет державного права, управління та урядових установ
- Факультет комерційного права
- Факультет інтернаціонального та європейського права
- Факультет політичних наук
- Факультет соціальних наук

Інститути та дослідницькі центри:
- Інститут демографії університету Париж I
- Інститут економічного і соціального розвитку
- Інститут соціальних наук в галузі праці
- Вищий інститут туризму
- Інститут юриспруденції
- Паризький інститут страхування
- Французький інститут комунікацій
- Паризький інститут адміністрації підприємств

Дім економіки — дослідний центр Університету Париж I у галузі економіки та прикладної математики. У цьому центрі працюють близько 300 дослідників, він складається з дев'яти науково-дослідних підрозділів, більшість із яких пов'язана з CNRS.